# Myxobolus tripterygii
Myxobolus tripterygii is een microscopische parasiet uit de familie Myxobolidae. Myxobolus tripterygii werd in 1953 beschreven door Laird. 